# 게르스트만-슈트로이슬러-샤인커병
게르스트만-슈트로이슬러-샤인커병(Gerstmann-Sträussler-Scheinker syndrome·GSS)은 프리온에 의해서 발병되는 매우 희귀한 질병이다. 대체로 가족성이며, 20 ~ 60세 사이의 환자들에게서 주로 나타나는 치명적인 퇴행성 질병이다. 정확한 발병률은 알려지지 않았으나 10억명 당 1 ~ 10명으로 추산된다. 가족성 발생 사례들은 상염색체 우성 유전과 관련이 있다. 여느 프리온 질병과 마찬가지로 치료 및 예방법은 없다.

## 증상
- 첫 번째 증상: 걸음걸이가 부자연스럽다. 간혹 근육 경련이 일어난다.
- 두 번째 증상: 말하는 것이 점점 힘들어지며, 치매가 생긴다. 안구진탕증(눈이 한쪽 방향으로 빠르게 시선을 옮겼다가 다시 원래 방향으로 서서히 돌아오는 증상), 실명, 무언증이 생길 수 있다.
- 세 번째 증상: 근육의 공동 작용이 불가능해지며, 근육이 튀어나오거나 뻣뻣해진다. 호흡과 기침을 관장하는 근육이 손상되어 폐렴 발병률이 높아진다. 이로 인해 발생하는 폐렴이 주된 죽음의 원인이다.

## 같이 보기
- 크로이츠펠트-야코프병